# アンドレア・モティス

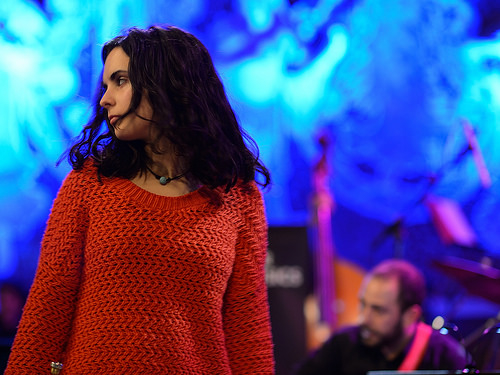
ジョアン・チャモロと共に演奏するアンドレア・モティス（2014年）

アンドレア・モティス（Andrea Motis、1995年5月9日 - ）は、スペインのジャズ歌手、トランペット奏者である。カタルーニャ語、スペイン語、ポルトガル語、英語で歌唱する。

## 略歴
7歳から、モティスはバルセロナ郊外にあるサン・アンドレウ市立音楽学校で学び、同校の主席トランペット奏者、後にはサクソフォーン奏者となった。彼女は2007年、12歳の時に、教師で音学家のジョアン・チャモロが率いるサン・アンドレウ・ジャズ・バンドに参加し始めた。
2010年、15歳の時に、ジャズ・スタンダードのアルバム『Joan Chamorro presenta Andrea Motis』をレコーディングした。2012年には、2枚目のアルバム『Feeling Good』をレコーディングしている。2017年に、メジャー・レーベルからのデビュー・アルバム『エモーショナル・ダンス』をリリースした。

## ディスコグラフィ

### リーダー・アルバム
- Joan Chamorro presenta Andrea Motis (2010年、Temps)
- Feeling Good (2012年、Temps) ※with ジョアン・チャモロ
- Motis Chamorro Quintet Live at Jamboree (2013年、Swit)
- Coses Que Es Diuen Però Que No Es Fan (2014年、DiscMedi)
- Motis Chamorro Big Band Live (2014年)
- Live at Casa Fuster (2014年)
- Live at Palau de la Música (2015年、Jazz to Jazz)
- He's Funny That Way (2016年、Impulse!)
- 『エモーショナル・ダンス』 - Emotional Dance (2017年、Impulse!)[5]
- 『もうひとつの青 (アズール)』 - Do Outro Lado Do Azul (2019年、Verve)
- 『カラーズ・アンド・シャドーズ』 - Colors & Shadows (2021年、Jazzline) ※with WDRビッグバンド
- 『ループホールズ』 - Loopholes (2022年)

### 参加アルバム
- サン・アンドレウ・ジャズ・バンド : Jazzing 1 (2009年、Temps)
- サン・アンドレウ・ジャズ・バンド : Jazzing 2 (2010年、Temps)
- Various Artists : El Disc de La Marató 2011 (2011年、TVC)
- Miles Tribute Big Band : Sketches of Catalonia (2011年、Mas I Mas)
- サン・アンドレウ・ジャズ・バンド : Jazzing 3 (2012年、Temps)
- サン・アンドレウ・ジャズ・バンド : Jazzing 4 Vol. 1 (2014年、Temps)
- サン・アンドレウ・ジャズ・バンド : Jazzing 4 Vol. 2 (2014年、Temps)traditionnel d’ancêtres impulse 2017